# Charles Bronson
|  | Per a altres significats, vegeu «Charles Bronson (grup musical)». |

Charles Bronson (Ehrenfeld, 3 de novembre de 1921 − Los Angeles, 30 d'agost de 2003), nascut Charles Dennis Buchinsky, va ser un actor americà conegut per la seua imatge de "xicot dur". Bronson va fer de protagonista en pel·lícules com Fins que li va arribar l'hora, Els set magnífics, Els dotze del patíbul, La gran evasió, Mr. Majestyk, Fredament, sense motius personals, i la popular sèrie de pel·lícules Desig de mort. L'actor feia sovint el paper d'un policia o pistoler en trames orientades a la revenja.

## Primers anys i servei a la Segona Guerra Mundial
Bronson va néixer amb el nom de Charles Dennis Buchinsky a Ehrenfeld, Pennsilvània, en l'àrea Triestat De Pittsburgh. Durant les  persecucions de MacCarthy canvià el seu cognom a Bronson, ja que tots els noms que sonaven eslaus eren sospitosos malgrat el fet que el seu nom fos d'origen lituà.
Va ser un dels 15 fills del seu pare immigrant d'ascendència lipka (tàtar) i mare lituana. El seu pare era de la ciutat de Druskininkai. Sa mare, Mary Valinsky, nascuda a la ciutat minera d'antracita de Tamaqua, a Pennsilvània era de pares nascuts a Lituània.
Bronson va ser el primer membre de la seva família en graduar-se. Quan era petit Bronson no sabia parlar anglès i el va aprendre durant l'adolescència. El pare de Bronson va morir quan tenia 10 anys, i hagué d'anar a treballar a les mines de carbó. Inicialment, Bronson va treballar a l'oficina d'una mina de carbó, més tard a la mateixa explotació minera. Allà estigué fins que ingressà al servei militar durant la Segona Guerra Mundial. Guanyava 1 dòlar per tona de carbó extret. La seva família era tan pobra, que en una època, segons es diu havia de portar el vestit de la seva germana a escola perquè no tenia res més per posar-se.
El 1943, Bronson es va allistar en les Forces Aèries dels Estats Units i servia com a tirador aeri en el 760è Esquadró de Formació, i el 1945 com a tripulant d'un avió super-fortalesa B-29 amb el 39è Grup de Bombardeig amb base a Guam. Se li va atorgar un Cor Morat per ferides rebudes durant el seu servei.

## Carrera artística

### Primers papers, 1951-1959
Després del final de la Segona Guerra Mundial, Bronson va treballar en moltes feines de tota mena fins que es va apuntar en un grup teatral a Philadelphia. Charles més tard va compartir un apartament a Nova York amb Jack Klugman mentre els dos estaven aspirant a actuar als escenaris. El 1950 es va casar i es va traslladar a Hollywood on es va matricular en classes d'actuació i va començar a trobar petits papers.
El primer paper al cinema de Bronson —on no hi figura als crèdits— va ser com a mariner en You're in the Navy Now el 1951. Unes altres primeres aparicions de pantalla van ser a Pat And Mike on hi actuaven Spencer Tracy i Katharine Hepburn, La bella del Pacífic, House of Wax (com el company mut de Vincent Price, Igor). El 1952, Bronson boxejava en un ring amb Roy Rogers en l'espectacle de Rogers Knockout. També va aparèixer en el "Red Skelton Show" com a boxejador en un sketch amb el protagonista Red caracteritzat com el boxejador grogui "Cauliflower" McPugg.
El 1954, va aconseguir un fort impacte amb Drum Beat amb Alan Ladd. Interpretava un guerrer Modoc sanguinari, Capità Jack, a qui agradava portar les túniques de soldats que havia matat. Finalment capturat per Ladd i enviat a la forca, Jack mor com sempre ha viscut, sense por.
El 1954, durant els procediments persecutoris de la House Un-American Activities Committee (HUAC), va canviar el seu cognom de Buchinsky a Bronson, ja que els noms europeus orientals sonaven sospitosos en una era de sentiment antisoviètic. Es va inspirar en la Porta Bronson en l'edifici Paramount Studio, situat a la cantonada d'Avinguda De Melrose i Carrer Bronson.
Bronson va fer unes quantes aparicions a la televisió en els anys 1950 i 1960, incloent-hi el paper principal de l'episodi "El Nen Apatxe" del drama policíac Sheriff Of Cochise. També va ser protagonista convidat en la comèdia de situació de curta vida, Hey, Jeannie! i en tres episodis d'Alfred Hitchcock Presents: And So Died Riabouchinska (1956), There Was an Old Woman (1956), i The Woman Who Wanted to Live (1962). Va ser el protagonista al costat d'Elizabeth Montgomery a The Twilight Zone, segon episodi (1961) i va actuar com l'assassí anomenat Crego a Gunsmoke (1956). Va aparèixer en cinc episodis de Have Gun - Will Travel (1957-1963).
Moltes de les seves filmografies manifesten que va actuar a la pel·lícula de Gary Cooper de 1958 Ten North Frederick, encara que és una qüestió polèmica.
El 1958, va tenir el seu primer paper principal al llargmetratge de Roger Corman Machine-gun Kelly, una pel·lícula de gàngsters de baix pressupost, encara que ben rebuda.
Bronson també tingué el paper principal en la sèrie de detectius de la productora ABC Television Studio Man with a Camera  (de 1958 a 1960), en la qual feia de Mike Kovac, un antic fotògraf independent de la Ciutat de Nova York. Freqüentment, Kovac estava implicat en assignacions perilloses per al Departament de Policia de Nova York.

### Èxit, 1960-1968
Bronson es va guanyar l'atenció el 1960 amb el seu paper en el western de John Sturges Els set magnífics, on protagonitzava un dels set pistolers que ajudaven a la causa dels indefensos, argument basat en els Set Samurais d'Akira Kurosawa. Durant el rodatge d'aquesta pel·lícula, Bronson era un solitari que conversava amb ell mateix, segons Eli Wallach. Va rebre 50.000 dòlars per a aquest paper. També la seua aparició a la pel·lícula el va convertir en actor favorit de molts soviètics, entre ells Vladímir Vissotski. Dos anys més tard, els Sturges el llencen per a una altra producció popular de Hollywood, La gran evasió, com un presoner de guerra polonès claustrofòbic que rebia el malnom "el rei de túnel" (fortuïtament, Bronson era realment claustrofòbic a causa del seu treball d'infantesa en una mina).
El 1961 se'l va proposar per un Premi Emmy per al seu paper secundari en un episodi de TV amb el títol Memory in White.
1962 veia Bronson en el paper de Lew Nyack, un veterà entrenador de boxa que ajudava Walter Gulick (Elvis Presley) a polir les seves habilitats per al gran combat amb Sugarboy Romero a la pel·lícula Kid Galahad (versió d'una pel·lícula de 1937 amb Edward G. Robinson i Humphrey Bogart en els respectius papers).
En la primera part de 1963, Bronson va protagonitzar amb Richard Egan la sèrie western de la NBC Imperi, localitzada en un ranxo de Nou Mèxic. En la temporada 1963-1964 era Linc, el tossut conductor de diligències en la sèrie d'ABC Television Studio The Travels of Jaimie McPheeters, que protagonitzava juntament amb Dan O'Herlihy i Kurt Russell de dotze anys. En la temporada 1965-1966, Bronson era protagonista convidat en un episodi de The Legend of Jesse James, que tenia Christopher Jones en el paper principal.

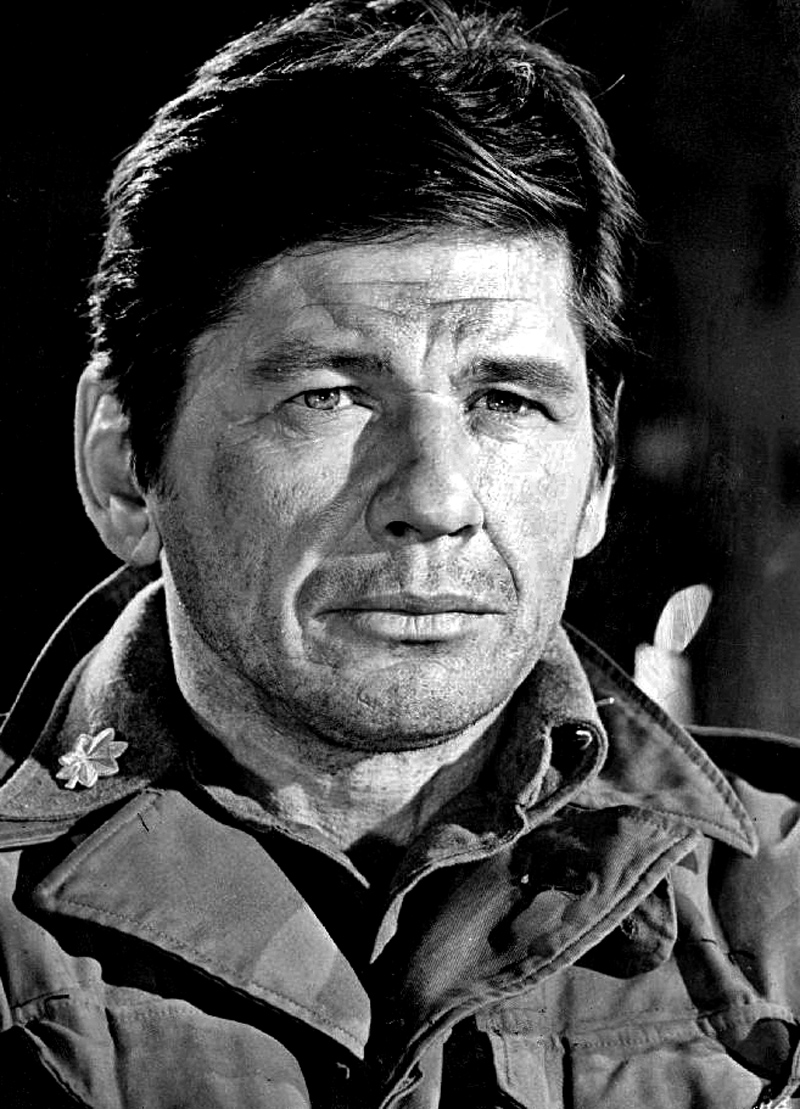
Fotografia publicitària. 1966.

En Els dotze del patíbul (1967) Bronson actuava com un pres de l'exèrcit en el corredor de la mort cridat a una missió suïcida. El 1967 Bronson també feia el personatge Ralph Schuyler a la sèrie de TV El Fugitiu en l'episodi The One That Got Away.

### Papers europeus i promoció amb United Artists, 1968-1973
Encara que va començar la seva carrera als Estats Units, Bronson primer va adquirir anomenada en el cinema europeu. Esdevingué bastant famós a Europa. Els italians l'anomenaven "Il Brutto".
El 1968, feia d'Harmònica a Fins que li va arribar l'hora. El director, Sergio Leone, una vegada va dir d'ell: "l'actor més gran amb qui mai he treballat", i trià Bronson pel paper principal en Per un grapat de dòlars. Bronson el va rebutjar i el paper en canvi va llançar Clint Eastwood a l'estrellat del cinema.
Tot i que no era encara un cap de repartiment a Amèrica el 1970, va ajudar la pel·lícula francesa Rider on the Rain a guanyar un Globus d'Or a la millor pel·lícula estrangera. L'any següent, aquesta fama d'ultramar li donava un Globus d'Or especial Henrietta Award com a Mascle Favorit juntament amb Sean Connery. Aquest va ser el més prestigiós dels pocs premis que mai va rebre. A l'època, l'actor es preguntava si era "massa masculí" per convertir-se alguna vegada en una estrella als Estats Units.
Tanmateix, a començants del 1972 feia una seguit de pel·lícules d'acció reeixides amb la United Artists, començant amb Chato's Land, encara que havia fet unes quantes pel·lícules amb UA abans durant els anys 1960 (Els set magnífics, etc.). Una pel·lícula UA va ser Città violenta (també coneguda com La Família), feta a la italiana i originalment estrenada a fora dels EUA el 1970.

### SèrieDeath Wishi sortida d'UA, 1974-1980

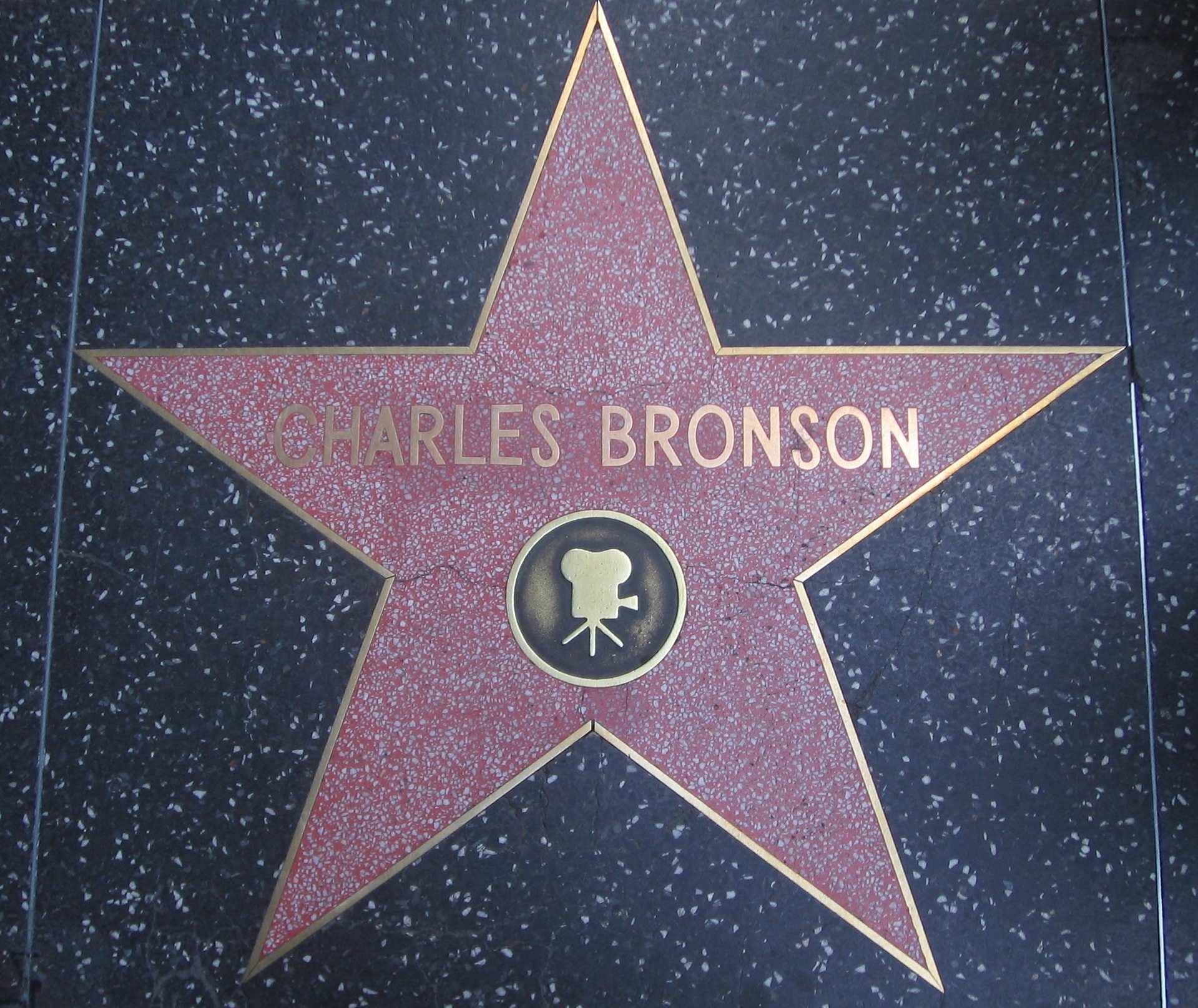
L'estrella de Bronson al Passeig de la Fama de Hollywood

Un dels papers més memorables de Bronson li va arribar quan era vora els 50 anys, a Desig de mort (Death Wish) (Paramount Pictures, 1974), la pel·lícula més popular de la seva llarga associació amb el director Michael Winner. Interpretava Paul Kersey, un reeixit arquitecte de Nova York. Quan la seva muller (l'actriu Hope Lange) és assassinada i la seua filla sexualment agredida, Kersey esdevé un vigilant lluitador contra el crim per les nits. Era un paper altament controvertit, mentre les seves execucions eren aclamades per audiències cansades de delictes. Després del famós cas de 1984 de Bernhard Goetz, Bronson recomanava que els ciutadans no imitessin el seu personatge. Aquesta pel·lícula d'èxit produiria seqüeles durant els 20 propers anys, en les quals Bronson també faria de protagonista. El seu nebot gran, Justin Bronson, es plantejava fer de protagonista en d'una remescla de Desig de mort el 2008, però la pel·lícula no ha vist encara la llum avui dia.
El 1974 va fer de protagonista en l'adaptació al cinema de la novel·la d'Elmore Leonard sobre gàngsters que són rebutjats per un pagès ex-entrenador militar, Mr. Majestyk. Per al cineasta Walter Hill, a la pel·lícula El lluitador (1975), feia de lluitador als carrers en l'era de la Depressió, on es guanyava la vida en combats il·legals de boxa sense guants a Louisiana.
La recaptació en taquilla més alta de Charles Bronson (fou la quarta més elevada del 1975) superada només per Robert Redford, Barbra Streisand i Al Pacino. La seva feina a UA finalitzava el 1977 amb The White Buffalo.

### Cannon Films i les seves últimes pel·lícules, 1981-1994
Se'l tingué en compte per fer el paper de Snake Plissken a Escape from New York (1981), però en l'opinió de John Carpenter, el director, semblava massa dur i massa vell per al personatge, i va triar Kurt Russell en el seu lloc. Entre 1976 i 1994, Bronson demanava salaris alts per fer de protagonista en nombroses pel·lícules fetes per productores més petites, destacant Cannon Films, la qual realitzà algunes de les seves últimes pel·lícules. Moltes van ser dirigides per J. Lee Thompson, una relació de col·laboració on Bronson gaudia, segons hom diu perquè Thompson treballava de pressa i eficientment. Les pel·lícules ultraviolentes de Thompson com The Evil That Men Do (Tri-Star Pictures, 1984) i Poc abans de mitjanit (1983) van ser atacades per la crítica però van fornir Bronson de treballs ben pagats els anys 80. El darrer paper estel·lar de Bronson en una pel·lícula estrenada va ser el 1994 Desig de mort V: La Cara de la Mort.
Charles Bronson va ser molt popular al Japó al principi dels anys 1990 amb el crític de televisió Nagaharu Yodogawa oferint 1-2 sessions de les seves pel·lícules tots els anys per la NTV, un dels principals canals de TV al Japó.

## Doblatge de Bronson
De les setze pel·lícules on hi actua Bronson que consten doblades al català, els professionals que més l'han doblat són Pep Torrents, Abel Folk i Òscar Barberán.

## Vida privada
El seu primer matrimoni va ser amb Harriet Tendler, que va conèixer quan els dos eren actors novells a Philadelphia. Van tenir dos fills abans de divorciar-se el 1965.
Bronson va estar casat amb l'actriu britànica Jill Ireland des del 5 d'octubre de 1968. fins a la seva mort de càncer de pit als 54 anys el 1990. L'havia conegut quan estava casada amb l'actor Escocès David Mccallum. Aleshores, Bronson (que compartia la pantalla amb McCallum a La Gran Escapada) va afirmar al mateix MacCalum "Em casaré amb la teva muller." Sis anys més tard, Bronson ho feia realitat. Els Bronson vivien en una gran mansió de Bel-Air a Los Angeles amb set nens: dos del matrimoni previ de Charles, tres de Jill (un dels quals era adoptat) i dos de la mateixa parella (un dels quals adoptat). Després que es casessin, Jill Bronson normalment feia d'actriu principal amb el marit, i protagonitzaren 14 pel·lícules junts. En filmar traslladaven la família sencera i se'ls enduien a Europa o on sigui que la filmació tingués lloc, mantenint la família a prop. També passaven temps en una casa de pagès colonial a Windsor Occidental, Vermont. Charles anava amb motocicletes de fora carretera i en tenia una col·lecció extensa a la seva casa de pagès. Jill Bronson criava cavalls pura sang i entrenava la seva filla Zuleika perquè actués freqüentment en competicions. La granja de Vermont, "Zuleika Farm", es deia així per l'únic fill natural d'ells dos. Durant els últims anys 1980 fins a mitjans dels 1990 Bronson regularment passava les vacances de cap d'Any amb la seva família a Snowmass, Colorado. Bronson es va casar amb Kim Weeks el desembre de 1998, una amiga de Jill que l'havia ajudat a transcriure la seva última novel·la, i el dos romangueren casats durant cinc anys fins a la mort de l'actor.

### Mort
La salut de Bronson es va deteriorar en anys posteriors, i es va retirar després d'una cirurgia de substitució de maluc que té lloc el 1998. També va patir d'Alzheimer en els seus últims anys. Bronson va morir de pneumònia als 81 anys el 30 d'agost de 2003. Està enterrat prop de la seva granja de Vermont.

## Filmografia
- You're in the Navy Now (1951) (inatribuït)
- The People Against O'Hara (1951) (inatribuït)
- La banda (The Mob) (1951) (inatribuït)
- The Marrying Kind (1952) (inatribuït)
- My Six Convicts (1952) (inatribuït)
- Pat and Mike (1952) (amb el nom Charles Buchinsky)
- Red Skies of Montana (1952) (inatribuït)
- Diplomatic Courier (1952) (inatribuït)
- Bloodhounds of Broadway (1952) (inatribuït)
- The Clown (1952) (inatribuït)
- Battle Zone (1952) (inatribuït)
- Off Limits (1953) (inatribuït)
- Torpedo Alley (1953) (inatribuït)
- House of Wax (1953) (amb el nom Charles Buchinsky)
- La bella del Pacífic (Miss Sadie Thompson) (1953) (com Charles Buchinsky)
- Vera Cruz (1953) (com Charles Buchinsky)
- Crime Wave (1954) (com Charles Buchinsky)
- Tennessee Champ (1954) (com Charles Buchinsky)
- Riding Shotgun (1954) (com Charles Buchinsky)
- Apatxe (Apache) (com Charles Buchinsky)
- Drum Beat (1954)
- The Public Defender (Sèrie de TV) (com Nobby Bullaid en l'episodi "Cornered") (CBS, 1955)
- Alfred Hitchcock Presents "And So Died Riabouchinska" (1955) (Producció per televisió)
- Big House, U.S.A. (1955)
- Target Zero (1955)
- Jubal (1956)
- Run of the Arrow (1957)
- Gang War (1958)
- Machine-Gun Kelly (1958)
- Showdown At Boot Hill (1958)
- When Hell Broke Loose (1958)
- Quan bull la sang (Never So Few) (1959)
- Els set magnífics (The Magnificent Seven) (1960)
- Master of the World (1961)
- A Thunder of Drums (1961)
- X-15 (1961)
- Kid Galahad (1962)
- The Great Escape, La Gran Escapada (1963)
- 4 for Texas (1963)
- La batalla de les Ardenes (Battle of the Bulge) (1965)
- Castells a la sorra (The Sandpiper) (1965)
- Guns of Diablo (1965)
- This Property Is Condemned (1966)
- Els dotze del patíbul (The Dirty Dozen) (1967)
- La Bataille de San Sebastian/Guns for San Sebastian (1968)
- Adieu l'ami/Farewell, Friend (1968) (Títols originals a França i USA), Honor Among Thieves (Títol de reedició als EUA)
- Villa Rides (1968)
- Fins que li va arribar l'hora (C'era una volta il West) (1968),
- Lola (1969)
- El passatger de la pluja (Le passager de la pluie) (1969)
- No es pot guanyar sempre (You Can't Win 'Em All) (1970)
- Città violenta / Violent City (1970)
- De part dels amics (Cold Sweat) (1970)
- Algú darrere la porta (1971)
- Red Sun (1971)
- Chato l'apatxe (Chato's Land) (1972)
- Els secrets de la cosa nostra (The Valachi Papers) (1972)
- The Mechanic (1972) Fredament, sense motius personals
- The Stone Killer (1973)
- Chino (1973)
- Mr. Majestyk (1974)
- Death Wish (1974)
- Fugida suïcida (Breakout) (1975)
- Nevada exprés (Breakheart Pass) (1975)
- Hard Times (1975) Temps Durs
- Del migdia a les tres (From Noon Till Three) (1976)
- El temerari Ives (St. Ives) (1976)
- The White Buffalo (1977)
- Telèfon (Telefon) (1977)
- Amor i bales (Love and Bullets) (1979)
- Borderline (1980)
- Caboblanco (1980)
- Cacera a mort (Death Hunt) (1981)
- El justicier de la nit (Death Wish II) (1982)
- Poc abans de mitjanit (10 to Midnight) (1983)
- The Evil That Men Do (1984)
- Death Wish 3 (1985)
- Murphy's Law (1986)
- El guardaespatlles de la primera dama (Assassination) (1987)
- Jo sóc la justícia 2 (Death Wish 4: The Crackdown) (1987)
- El missatger de la mort (Messenger of Death) (1988)
- Kinjite: Forbidden Subjects (1989)
- Estrany vincle de sang (The Indian Runner) (1991)
- El retorn del justicier (Death Wish V: The Face of Death) (1994)

### Llargmetratges fets per emetre en televisió
- This Rugged Land (1962)
- Luke and The Tenderfoot (1965)
- The Meanest Men in the West (1967) anunciat com a protagonitzat per Bronson i Lee Marvin, aquest "llargmetratge" s'acoblava de fet junt de dos episodis diferents de la sèrie de Tv The Virginian, un episodi protagonitzat per Bronson, l'altre per Marvin, així els dos actors no comparteixen de fet escenes junts, malgrat els esforços dels editors de pel·lícules antigues per donar a entendre el contrari.
- The Bull of the West (1971) com The Meanest Men in the West abans d'això, això aquest llargmetratge es cosia junt a múltiples i inconnexos episodis de The virginian, amb resultats molt confusos pels cinèfils.
- Raid On Entebbe (1976)
- Act of Vengeance (1986)
- Yes Virginia, There Is a Santa Claus (1991)
- Donato and Daughter (1993) També conegut com a Under Threat (UK)
- The Sea Wolf (1993)
- A Family of Cops (1995)
- Breach of Faith: A Family of Cops 2 (1997)
- Family of Cops 3 (1999)